# Domènec Palet i Barba
Domènec Palet i Barba (Terrassa, Vallès Occidental, 1872 - Barcelona, 1953) fou un advocat, industrial, polític i geòleg català.

## Biografia
Fou un dels fundadors del Centre Excursionista de Terrassa el 1911 i un dels promotors del republicanisme a Terrassa, on hi fundà la Fraternitat Republicana.
El 1923 es presentà amb Antoni Rovira i Virgili a les eleccions generals de 1923, A les eleccions generals espanyoles de 1931 fou elegit diputat per Barcelona-província per ERC i va coordinar a Terrassa la campanya a favor de l'estatut de Núria. Fou reescollit a les eleccions generals espanyoles de 1933 i 1936, i després dels fets del sis d'octubre de 1934 formà part del grup de diputats que signà el manifest del 27 de novembre i es reintegraren a les Corts Espanyoles, malgrat l'oposició d'ERC. Després de la guerra civil fou fundador el 1947 de Petróleos Españoles SA, iniciadora de les prospeccions de petroli a Catalunya.

## Obres
- Santpedor i lo serrat dels morts (1895)
- Estudio del terreno pliocénico de Tarrasa y sus relaciones contiguas (1896)
- Petróleo en España, posibilidad de autarquía (1947)